# موشی (شهر)
موشی یکی از شهرهای کشور تانزانیا و مرکز استان کلیمانجارو می‌باشد.
جمعیت این شهر بر پایه نتایج سرشماری عمومی نفوس و مسکن که در سال ۲۰۰۲ توسط دولت تانزانیا انجام شد بالغ بر ۱۴۴٬۷۳۹ نفر اعلام شده‌است.
این شهر در زیر دامنه‌های کوه کلیمانجارو قرار دارد، که یک کوه آتشفشانی و بلندترین قله در قاره آفریقا می‌باشد.
شهر موشی محل زندگی اقوام چاگا و ماسایی نیز می‌باشد و اغلب به عنوان تمیزترین شهر در شرق آفریقا شناخته می‌شود

## امکانات آموزشی
به علت نظر ویژه‌ای که دولت تانزانیا و مقامات محلی نسبت به سیستم آموزش و پرورش در شهر موشی دارند این شهر دارای بالاترین نرخ سواد نسبت به شهرهای مجاور می‌باشد و میزبان تعداد زیادی از دانشگاه‌ها و مراکز و امکانات آموزش عالی می‌باشد.

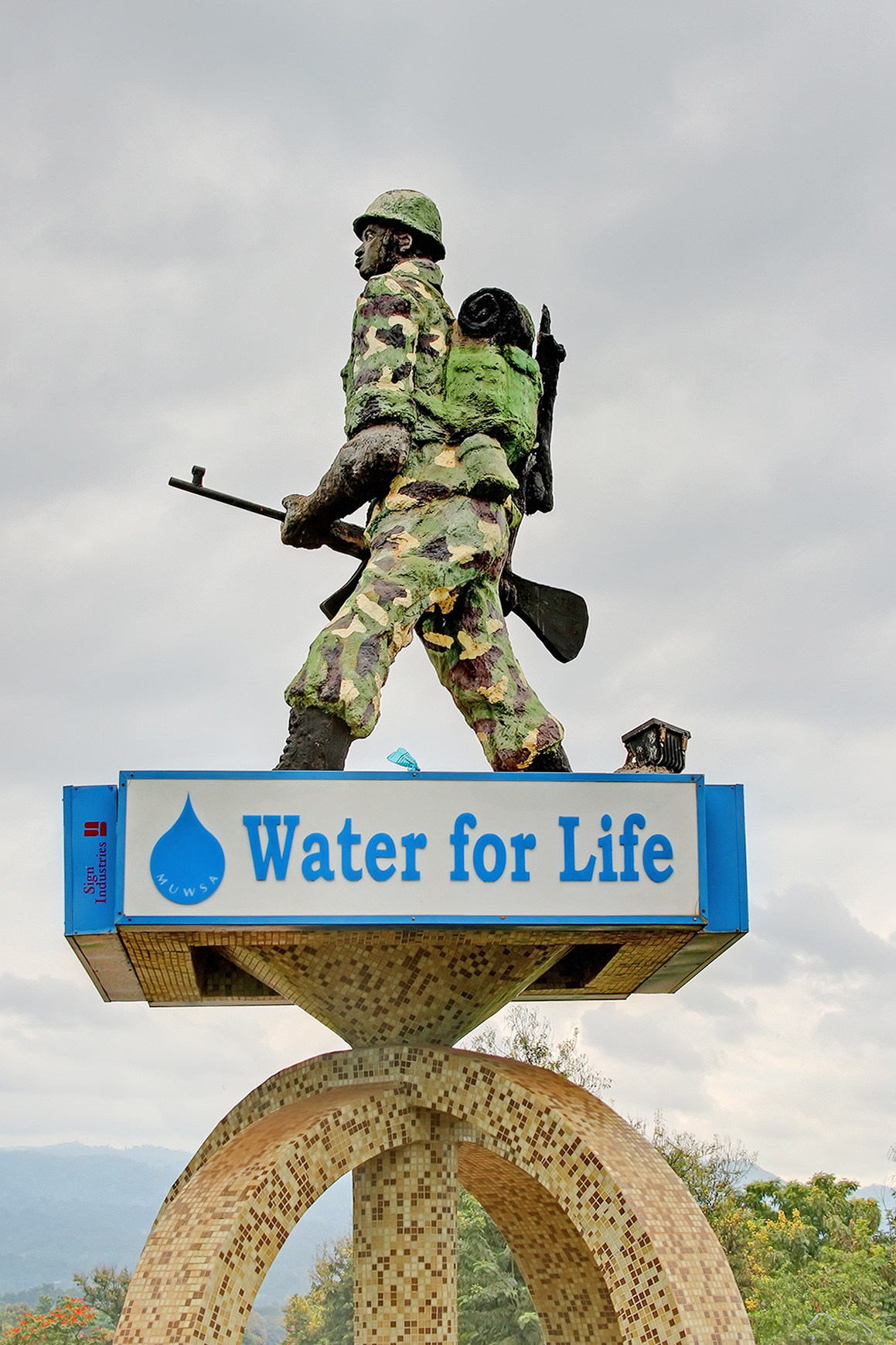
بنای یادبود سرباز در شهر موشی

## آب و هوا
| داده‌های اقلیم Moshi     | داده‌های اقلیم Moshi | داده‌های اقلیم Moshi | داده‌های اقلیم Moshi | داده‌های اقلیم Moshi | داده‌های اقلیم Moshi | داده‌های اقلیم Moshi | داده‌های اقلیم Moshi | داده‌های اقلیم Moshi | داده‌های اقلیم Moshi | داده‌های اقلیم Moshi | داده‌های اقلیم Moshi | داده‌های اقلیم Moshi | داده‌های اقلیم Moshi |
| ماه                     | ژانویه              | فوریه               | مارس                | آوریل               | مه                  | ژوئن                | ژوئیه               | اوت                 | سپتامبر             | اکتبر               | نوامبر              | دسامبر              | سال                 |
| ----------------------- | ------------------- | ------------------- | ------------------- | ------------------- | ------------------- | ------------------- | ------------------- | ------------------- | ------------------- | ------------------- | ------------------- | ------------------- | ------------------- |
| میانگین بیش‌ترین °C (°F) | ۳۳ (۹۱)             | ۳۳ (۹۱)             | ۳۲ (۹۰)             | ۲۹ (۸۴)             | ۲۶ (۷۹)             | ۲۵ (۷۷)             | ۲۵ (۷۷)             | ۲۶ (۷۹)             | ۲۸ (۸۲)             | ۳۱ (۸۸)             | ۳۱ (۸۸)             | ۳۲ (۹۰)             | ۲۹٫۳ (۸۴٫۷)         |
| میانگین کم‌ترین °C (°F)  | ۱۷ (۶۳)             | ۱۷ (۶۳)             | ۱۸ (۶۴)             | ۱۹ (۶۶)             | ۱۸ (۶۴)             | ۱۶ (۶۱)             | ۱۵ (۵۹)             | ۱۵ (۵۹)             | ۱۵ (۵۹)             | ۱۶ (۶۱)             | ۱۷ (۶۳)             | ۱۷ (۶۳)             | ۱۶٫۷ (۶۲٫۱)         |
| بارندگی سانتی‌متر (اینچ) | ۳٫۰ (۱٫۲)           | ۵٫۰ (۲)             | ۱۱ (۴٫۳)            | ۳۵ (۱۳٫۸)           | ۲۳ (۹٫۱)            | ۳ (۱٫۲)             | ۲ (۰٫۸)             | ۱ (۰٫۴)             | ۱ (۰٫۴)             | ۲ (۰٫۸)             | ۶ (۲٫۴)             | ۵ (۲)               | ۹۷ (۳۸٫۴)           |
| منبع: Weatherbase       |                     |                     |                     |                     |                     |                     |                     |                     |                     |                     |                     |                     |                     |

## نوشتار مرتبط
- استان کلیمانجارو